# Jean-Pierre Saulnier
Pour les articles homonymes, voir Saulnier.
Jean-Pierre Saulnier est un acteur canadien né le 23 août 1939 à Montréal (Québec).
Il a cofondé le Théâtre d'Aujourd'hui en 1968.

## Filmographie
- 1972 : La Maudite Galette : Rosaire
- 1973 : Réjeanne Padovani : Maurice Del Veccio
- 1973 : On n'engraisse pas les cochons à l'eau claire : Un constable
- 1973 : Quand hurlent les loups
- 1975 : Gina : Marcel Jobin
- 1975 : La Gammick : Policier
- 1975 : L'Île jaune : Le chef de police
- 1976 : Jos Carbone : Pique
- 1976 : L'Eau chaude, l'eau frette : Le vendeur
- 1977 : L'Âge de la machine
- 1977 : Ti-mine, Bernie pis la gang...
- 1982 : La Traversée de la Pacific (The Emperor of Peru) : Fireman
- 1983 : Rien qu'un jeu : Pinball manager
- 1984 : Un amour de quartier (série TV) : Gladu
- 1987 : Un zoo la nuit : Guard at entry